# Депрессивный реализм
Депрессивный реализм — это гипотеза, разработанная Лорен Эллой (англ. Lauren Alloy) и Лин Ивонн Абрамсон (англ. Lyn Yvonne Abramson) о том, что люди, находящиеся в депрессии, делают более реалистичные выводы, чем люди, не страдающие депрессией. Хотя считается, что люди с депрессией имеют негативный когнитивный уклон, который приводит к повторяющимся негативным автоматическим мыслям, неадаптивному поведению и дисфункциональным представлениям о мире, депрессивный реализм утверждает не только то, что этот негатив может отражать более точную оценку мира, но и то, что оценки не подверженных депрессии людей позитивно предвзяты.

## Доказательства «за»
Когда участников попросили нажать на кнопку и оценить степень контроля, который, по их мнению, они имели над включением света, люди с депрессией давали более точные оценки контроля, чем люди без депрессии. Среди участников, которых попросили выполнить задание и оценить свои результаты без какой-либо обратной связи, люди с депрессией дали более точные самооценки, чем люди без депрессии. Среди участников, которым было предложено выполнить ряд заданий, и которые получали обратную связь по результатам каждого задания, а также самостоятельно оценивали свою общую эффективность после выполнения всех заданий, лица с депрессией снова были более склонны давать точную самооценку, чем лица без депрессии. Когда их просили оценить свою работу как сразу, так и через некоторое время после выполнения задания, люди, находящиеся в депрессии, давали точные оценки как непосредственно до, так и по прошествии времени.
В ходе исследования функциональной магнитно-резонансной томографии головного мозга было показано, что пациенты с депрессией более точны в своих причинно-следственных связях с позитивными и негативными социальными событиями, чем участники без депрессии, которые продемонстрировали позитивный уклон. Это различие также было отражено в дифференциальной активации лобно-височной сети, более высокой активации для несамостоятельных атрибуций у участников, не страдающих депрессией, и для корыстных атрибуций у пациентов с депрессией, и сниженная связь между дорсомедиальной префронтальной областью коры головного мозга и лимбическими областями, когда пациенты с депрессией делали своекорыстные приписывания.

## Доказательства «против»
Когда людей, не страдающих депрессией, попросили оценить как свои результаты, так и результаты других, они продемонстрировали положительную предвзятость при оценке себя, но не предвзятость при оценке других. Люди с депрессией, наоборот, не продемонстрировали предвзятости при оценке себя, но проявляли положительную предвзятость при оценке других.
При оценке мыслей участников в публичной обстановке по сравнению с частной, мысли людей, не страдающих депрессией, были более оптимистичными на публике, чем наедине, в то время как люди, находящиеся в депрессии, были менее оптимистичны на публике.
Когда их попросили оценить свою успеваемость сразу после выполнения задания и по прошествии некоторого времени, люди с депрессией были более точны, когда оценивали себя сразу после выполнения задания, но были более негативны по прошествии времени, в то время как люди без депрессии были позитивны сразу после выполнения и некоторое время спустя.
Хотя депрессивные люди выносят точные суждения об отсутствии контроля в ситуациях, когда они на самом деле не имеют контроля, эта оценка также распространяется на ситуации, где у них действительно есть контроль, предполагая, что депрессивная точка зрения в целом не более точна.
Одно исследование показало, что в реальных условиях люди, страдающие депрессией, на самом деле менее точны и более самоуверенны в своих прогнозах, чем их сверстники, не страдающие депрессией. Точность атрибуции участников также может быть в большей степени связана с их общим стилем атрибуции, а не с наличием и тяжестью их депрессивных симптомов.

## Критика доказательств
Некоторые утверждают, что доказательства не являются более убедительными, поскольку не существует стандарта реальности, диагнозы сомнительны, а результаты могут быть неприменимы к реальному миру. Поскольку многие исследования основаны на самоотчётах о симптомах депрессии, а самоотчёты, как известно, предвзяты, диагноз депрессии в этих исследованиях может быть неверным, что требует использования других объективных показателей. Из-за того, что в большинстве этих исследований использовались модели, которые не обязательно приближаются к явлениям реального мира, внешняя обоснованность гипотезы депрессивного реализма неясна. Существует также опасение, что эффект депрессивного реализма является всего лишь побочным продуктом пребывания депрессивного человека в ситуации, которая согласуется с его негативной предвзятостью.